# Marlon (futebolista)
Marlon Farias Castelo Branco (Belém, 14 de setembro de 1985) é um futebolista brasileiro que atua como lateral-esquerdo. Atualmente joga pelo Tuna Luso.

## Carreira
Marlon iniciou no futebol profissional aos 19 anos, no Pinheirense, do Pará. Posteriormente atuou por Tuna Luso e Remo. O primeiro clube fora do Estado do Pará que o lateral-esquerdo atuou foi o Vila Nova, de Goiás. No ano seguinte, retornou ao seu Estado de origem para atuar pelo Ananindeua, até chegar ao Novo Hamburgo. O jogador foi considerado um dos grandes destaques da campanha do Novo Hamburgo, sendo um dos responsáveis pela conquista do vice-campeonato no primeiro turno do Gauchão de 2012. Logo depois, acertou com Criciúma.

### Vasco da Gama
Em janeiro de 2014, após boa passagem pelo Tigre, acertou com o Vasco da Gama por dois anos. Estreou no Vasco contra o Boavista no empate de 1 a 1 em São Januário. E marcou seu primeiro gol no jogo contra o Friburguense em São Januário, na goleada de 6–0.

### Paysandu
Sem espaço no clube cruzmaltino, em janeiro de 2015 foi emprestado ao Paysandu, até o fim da temporada, no qual seu contrato acaba.

### Bahia
O Jogador acabou não agradando no Papão e foi emprestado ao clube baiano.

### Capivariano
Em 2016, Marlon acertou com o Capivariano.

### Brasil de Pelotas
Em 2 de maio de 2016, Marlon foi contratado pelo Brasil de Pelotas. Ele reforçará o time Xavante na disputa do Campeonato Brasileiro da Série B.

## Títulos
Criciúma
- Campeonato Catarinense: 2013

Remo
- Copa Verde: 2021
- Campeonato Paraense: 2022

## Prêmios individuais
- Melhor lateral–esquerdo do Campeonato Catarinense: 2013[carece de fontes?]